# Johannes-Rudolf Mühlenkamp
Johannes-Rudolf Mühlenkamp (Montigny-lès-Metz, 9 ottobre 1910 – Goslar, 23 settembre 1986) è stato un militare tedesco delle Waffen-SS durante la Seconda guerra mondiale che comandò la 5. SS-Panzer-Division "Wiking". Fu decorato con la Croce di Cavaliere della Croce di Ferro con Fronde di Quercia.
Nato nel 1910, Mühlenkamp aderì al Partito Nazionalsocialista Tedesco dei Lavoratori e alle SS nel 1933 e fu posto nelle SS-Verfügungstruppe nel 1934. Fu posto nella 1. SS-Panzer-Division "Leibstandarte SS Adolf Hitler" nel novembre 1937, e alla 2. SS-Panzer-Division "Das Reich". Tra l'agosto e l'ottobre 1944 fu comandante della 5. SS-Panzer-Division "Wiking". Il suo ultimo comando fu la 32. SS-Freiwilligen-Grenadier-Division "30. Januar" nel 1945.